# Phytomastax elegans
Phytomastax elegans är en insektsart som beskrevs av Pravdin 1969. Phytomastax elegans ingår i släktet Phytomastax och familjen Eumastacidae. Inga underarter finns listade i Catalogue of Life.